# Acanthogonatus incursus
Acanthogonatus incursus là một loài nhện trong họ Nemesiidae.
Acanthogonatus incursus được miêu tả năm 1916 bởi Chamberlin.